# Harmoni (film)
Harmoni er en dansk kortfilm fra 2012 instrueret af Andrias Høgenni.

## Handling
Niels vender, ligesom hans to søskende Eva og Henrik, hjem til den årlige sammenkomst juleaften hos forældrene i barndomshjemmet 'Harmonie'. Samme aften får Niels et opkald fra kæresten Julie, der fortæller, at de venter barn. Familien bliver overraskede og glade på Niels' vegne, men Niels, der har et seksuelt kærlighedsforhold til søsteren Eva, bliver tung om hjertet. I nattens dysfunktion under Harmonies tag figurerer faren, Oswald, der tilfredsstilles af at lure på familierelationernes tilbøjeligheder. Niels tager hjem fra julen, med et knust hjerte, og en erkendelse af, at kærligheden til Eva må forblive uforløst.

## Medvirkende
- Martin Geertz, Niels
- Meike Bahnsen, Eva
- Ghita Lehrmann, Ellen
- Martin Mandrup, Henrik
- Kim Westi, Oswald